# Kolekalciferol
|  |  |

|  |  |

A kolekalciferol  (INN: cholecalciferol) a D-vitamin egy formája, D3-vitaminnak is nevezik. 
A VIII. Magyar Gyógyszerkönyvben  Cholecalciferolum     néven hivatalos.  
 Bár vitaminként emlegetik, valójában hormon. (Vitaminoknak nevezzük mindazokat az élettanilag fontos vegyületeket, melyekre szüksége van a szervezetnek, de nem képes előállítani. A D-vitaminokat elő tudja állítani a bőrünk a napsugárzás segítségével. Ezért a D-vitaminok valójában inkább hormonok.)
Az 1,25-dihidroxi-D3-vitamin a D3-vitamin aktív alakja, ezért a D3-vitamint gyakran prohormonnak (provitamin) nevezik.
A „D-vitamin” valójában nem vitamin, hanem hormonszerű előanyag, amely hozzájárul az aktív D-hormon termelődéséhez a szervezetben.

## Hatása
A kolekalciferol mind a kalcium és a foszfát, mind pedig a citromsav anyagcserét szabályozza. A természetes D-vitamin a bőrben keletkezik a 7-dehidrokoleszterinből UV-fény hatására, amiből a hatásos formája (az 1,25-dihidroxikolekalciferol) a májban, a vesében hidroxilálás útján jön létre. A kolekalciferol, és még inkább annak hidroxilált származékai a kalciumtranszport-fehérje képződését segítik elő a vékonybél-nyálkahártyában. Fokozzák a kalcium és a foszfát felszívódását a bélből, emelkedik a vér kalcium- és foszfátkoncentrációja, valamint csökken a foszfát és a citrát vizelettel történő kiválasztása, a paratiroid hormonnal (PTH) kölcsönhatásban mobilizálja a csontok kalcium- és foszfáttartalmát és csökkenti a veséken át történő kiválasztódásukat.
Az aktív hormon kiválasztódásának fő helye az epe, kisebb mértékben a vese. A kolekalciferol javítja a kalcium felhasználását és elősegíti a csont felépítését. Közvetlenül hat a csontépítő és -bontó sejtek toborzására, érésére és aktivitására. Hat az izomműködésre és az immunrendszerre is.
Mind a szervezetben szintetizálódott D3-vitaminok (kolekalciferol), mind a gyógyszeresen bekerülő D3-vitamin a májban 25-hidroxikolekalciferollá (kalcidiol), végül a vesében 1,25-dihidroxikolekalciferollá (kalcitriol) alakul át. Mind a D3-vitamin, mind annak hidroxi-származékai elsődleges hatásukat a vékonybélben, a csontokban, a vesékben és a mellékpajzsmirigyekben fejtik ki. A bélnyálkahártyasejtekben segítik egy, a kalcium-, s feltehetőleg a foszfáttranszportban is szerepet játszó fehérje szintézisét. A vesékben a kolekalciferol fokozza a foszfát visszaszívását.
A már a szervezetben lévő vitamin aktívvá válásához két hidroxiláció szükséges. A bőrben kolekalciferol (D3-vitamin) jön létre UV-sugárzás hatására, és biológiailag aktív formává: 1,25-dihidroxikolekalciferollá alakul, két hidroxilációs lépésben, először a májban (25. pozíció), majd ezután a vese szövetben (1. pozíció). Biológiailag aktív formájában a D3-vitamin serkenti a bélben a kalcium felszívódást, a kalcium beépülését az osteoidba és a kalcium felszabadulását a csontszövetből. A termelődés, fiziológiai szabályozás és a hatásmechanizmus szerint a D3-vitamin egy szteroid hormon prekurzorának tekinthető. A bőrben észlelt fiziológiai keletkezése mellett, a kolekalciferol diétával vagy gyógyszer formában is bevihető. Az orálisan bevitt kolekalciferol nem gátolja a bőrben lezajló D3-vitamin-szintézist.
A bőrben a keratocitákra, a fibroblasztokra, a szőrtüszőkre és más sejtekre, továbbá a simaizomsejtekre, a myoblastokra és a szívizomsejtekre antiproliferatív és differenciálódást serkentő hatású; az atrialis myocitákban gátolja a natriuretikus faktor szintézisét; a hasnyálmirigy béta-sejtjeiben fokozza az inzulin termelődését és szekrécióját; a mellékvese medulláris sejtjeiben kontrollálja a katekolamin anyagcserét; az agyban (a hippokampuszban és különböző neuronokon) fokozza a regenerációt, serkenti az idegnövekedési faktor és a neurotropoin szintézisét, valamint kontrollálja a szfingomielin ciklust; a porcokban gátolja a kondrociták proliferációját és differenciálódást serkentő hatású; a myometriumra és az endometriumra antiproliferatív hatású, a májban a parenchimális sejtekre hatva fokozza a májregenerációt és kontrollálja a glikogén, illetve a transzferrin szintézisét; a magzati tüdő pneumocitáira hatva fokozza a tüdő érését, a foszfolipid-szintézist és a felületaktív anyagok felszabadulását; serkenti a Sertoli sejtek működését és a spermatogenezist, a hipofízisben kontrollálja a T3 (trijodotironin) indukáltnövekedésihormon-, prolaktin- és tirotropin- termelődést; valamint a pajzsmirigyben gátolja a follikuláris sejtek működését és a kalcitonin-szintézist. 
Az 1,25-dihidroxikolekalciferol biológiai aktivitását legnagyobb részben az intracelluláris D-vitamin-receptor közvetíti, mely ligandum által aktivált transzkripciós faktorként funkcionál. A D-vitamin-receptor a szteroid-tiroid-retinoid receptor-szupercsaládba tartozik. 
A D-vitamin-receptor jelenlétét már több mint 30 különféle sejttípusban igazolták, mely részben magyarázatot adhat a „nem klasszikus” hatások sokféleségére. Számos humán polimorfja és mutánsa ismert. 
Az 1,25-dihidroxikolekalciferolnak vannak gyors hatásai is, melyek nem a génexpresszió változásain át érvényesülnek, hanem sejtfelszíni receptorok révén közvetítődnek. Az 1,25-dihidroxikolekalciferol ezen hatásai közé tartozik a foszfoinozitid-metabolizmusra gyakorolt, gyorsan létrejövő befolyás, az intracelluláris kalciumszint növelése, az intesztinális kalciumtranszport és foszfátbeáramlás fokozása, a cGMP-szint emelése és a protein-kináz C (PKC) aktiválása.

## Hiánybetegség
Magyarországon az UV-sugárzás szintje az októbertől márciusig terjedő időszakban alacsony, emiatt az alacsony D-vitamin-ellátottság (melyet főként a szabadban eltöltött időtartam, az öltözködés, a földrajzi helyzet határoz meg) különösen télen és kora tavasszal gyakori. Aki kevés időt (napi 10-15 perc intenzív napsütés elegendő) tölt a napsütésben szabadban, az egész évben hajlamos lehet a D-vitamin-hiány kialakulására.
D-vitamin-hiány akkor alakul ki, amikor mind a napfénynek kitettség, mind a táplálékbevitel elégtelen. A D-vitamin-hiány negatív kalciumegyensúlyhoz, csontvesztéshez, a csonttörések fokozott kockázatához, az immunrendszer gyengüléséhez vezet. Súlyos esetekben másodlagos hyperparathyreoidismust, hypophosphataemiát, proximalis izomgyengeséget és osteomalaciát eredményez, tovább növeli a csontritkulásban szenvedő egyének csonttöréseinek kockázatát. A kiegészítő D-vitamin-bevitel csökkenti ezeket a kockázatokat és azok következményeit.
A D-vitamin elsődleges forrása a bőrt érő napsugárzás UV-B spektruma (ezért nem alkalmas a döntően UV-A sugarakat tartalmazó szolárium a D-vitamin pótlására).
Oszteoporózisról abban az esetben beszélünk, ha a gerinc, illetve a csípő csontdenzitási (BMD) értéke a fiatalkori csonttömeg-átlagnál 2,5 standard deviációval (SD) (-2,5 T-score) alacsonyabb, illetve ha a kórtörténetben - a BMD értéktől függetlenül - fragilitás miatti csonttörés szerepel.
A növekvő szervezetben kialakuló D-vitamin-hiány rachitishez, felnőttekben pedig osteomalaciához (csontlágyuláshoz) vezet.
D-vitamin-hiány alakulhat ki nem megfelelő táplálkozás, malabsorptio (pl. krónikus bélbetegség, a máj biliáris cirrozisa, kiterjedt gastrointestinális rezekcio) következtében, vagy ha valaki nem tartózkodik eleget napfényen. Az ismétlődő, vagy tartós D-vitamin- és kalciumhiány hátrányosan befolyásolhatja a csontszerkezetet.
12 orvosi szakmai társaság a korábbi 200 NE helyett 2000 nemzetközi egység bevitelét javasolja táplálékkiegészítő formájában felnőtt embernek a téli hónapokban. Mivel magzati korban a D-vitamin-ellátottság az anya vitaminszintjével arányos, a várandósság alatt különösen fontos a megfelelő pótlása. A vitamin nagy mennyiségben található tengeri halakban, a csukamájolajban, kis mennyiségben pedig a tojásban, májban fordul elő.
A legutolsó (2012. július) EU-s EFSA tudományos állásfoglalása szerint a felső határérték a következő:
| Életkor csoportok         | Ajánlott napi D-vitamin bevitel | Max. ajánlott napi D-vitamin bevitel |
| ------------------------- | ------------------------------- | ------------------------------------ |
| 0-12 hónapos csecsemők    | ... NE                          | 1000 NE (25 µg/nap)                  |
| 1-10 éveseknél            | ... NE                          | 2000 NE (50 µg/nap)                  |
| 11-17 éveseknél           | 1500 NE                         | 4000 NE (100 µg/nap)                 |
| 17 év felett              | 2000 NE                         | 4000 NE (100 µg/nap)                 |
| Terhes - szoptatós nőknél | 2000 NE                         | 4000 NE (100 µg/nap)                 |

Az autoimmun betegségek közül az alacsony D-vitamin-szint növeli a reumás ízületi gyulladások, az inzulinfüggő cukorbetegség és a sclerosis multiplex kialakulásának esélyét. A D-vitamin hiánya hozzájárul a szívelégtelenség kialakulásához, súlyosbodásához, megnöveli a magas vérnyomás és az érelmeszesedés kockázatát. Vesebetegségek esetén a D-vitamin-hiány kockázata fokozott. Emlőrák és vastagbéldaganatok kialakulása és lefolyása szempontjából a D-vitamin-hiány bizonyítottan rizikótényező. A máj- és epeúti betegségek fokozzák a D-vitamin-hiány kockázatát.

## Stabilitás
A kolekalciferol igen érzékeny az UV-sugárzásra,  gyorsan és reverzibilisen bomlik szupra-szterolokra, melyek tovább bomolhatnak tachiszterollá.